# Selda Bağcan
Havva Selda Bağcan (ur. 14 grudnia 1948 w Muğli) – turecka muzyczka, kompozytorka i autorka tekstów.    

## Życiorys
Jej ojciec, Selim, był weterynarzem pochodzenia macedońsko-tureckiego z Bitoli, a matka nauczycielką o korzeniach krymsko-tatarkich. Miała dwóch starszych braci, Savaşa i Sezera, oraz młodszego brata Sertera, który urodził się, gdy Selda miała dwa lata. Wkrótce po jego narodzinach rodzina przeniosła się do Wanu, gdzie Selda spędziła większość dzieciństwa.
Ojciec Selimy był entuzjastą muzyki – grał na saksofonie i flecie – i zachęcał swoje dzieci do nauki gry na instrumentach od najmłodszych lat. Selda zaczęła grać na mandolinie już w wieku pięciu lat. Wieczory w domu Bağcanów często upływały na wspólnym muzykowaniu pod kierunkiem ojca.
W 1957 ojciec Seldy Bağcan niespodziewanie zmarł na dur brzuszny, a rodzina przeniosła się do Ankary, aby zamieszkać bliżej siostry matki. Selda kontynuowała naukę gry na mandolinie i zaczęła grać na gitarze podczas nauki w szkole średniej. Na początku wykonywała utwory w języku angielskim, włoskim i hiszpańskim, które słyszała w radiu. W czasie studiów na Wydziale Fizyki Inżynieryjnej Uniwersytetu w Ankarze zainteresowała się tradycyjną muzyką ludową Anatolii. Wpływ na nią mieli pionierzy Anatolian rocka, tacy jak Cem Karaca, Barış Manço i Fikret Kızılok, a także ludowa pieśniarka Saniye Can.
Braci Seldt Bağcan prowadzili popularny klub muzyczny Beethoven w centrum Ankary, gdzie miała okazję spotkać wielu znanych artystów. Sama również regularnie tam występowała w czasie studiów, rozwijając swój charakterystyczny styl muzyczny.

### Kariera muzyczna
Profesjonalna kariera Seldy Bağcan rozpoczęła się w 1971, podczas ostatniego roku jej studiów, dzięki wsparciu producenta muzycznego Erkana Özermana z Ankary. W tym samym roku wydała sześć singli, w których interpretowała tureckie pieśni ludowe, łącząc silny, emocjonalny głos z akompaniamentem akustycznej gitary lub bağlamy. Nagrania te przyniosły jej ogólnokrajową sławę. W 1972 tureckie Ministerstwo Spraw Zagranicznych wybrało ją na reprezentantkę Turcji w międzynarodowym konkursie piosenki Złoty Orfeusz.
Do 1980 wydała dwanaście kolejnych singli oraz trzy albumy długogrające, koncertując zarówno w Turcji, jak i w Europie Zachodniej. Jej utwory często zawierały społeczną krytykę i wyraz solidarności z klasą robotniczą, co uczyniło ją szczególnie popularną wśród lewicowych działaczy w latach 70.
Eksperymentowała z rock and rollem oraz brzmieniami elektronicznymi, jednak jej styl pozostał zakorzeniony w tradycji ludowej. Po wojskowym zamachu stanu w 1980 Bağcan była prześladowana przez władze za swoje zaangażowane politycznie utwory. W latach 1981-1984 trzykrotnie trafiała do więzienia, a jej paszport skonfiskowano do 1987, co uniemożliwiało jej m.in. udział w festiwalu WOMAD Reading w 1986. W wyniku międzynarodowych nacisków, w tym ze strony organizatorów WOMAD, odzyskała dokument i natychmiast rozpoczęła trasę koncertową po Europie.
Od tego czasu wydała wiele albumów i koncertowała na całym świecie, pozostając aktywną na tureckiej scenie muzycznej. Jej singiel z 1993, Uğurlar Olsun, poświęcony zamordowanemu dziennikarzowi Uğurowi Mumcu, stał się symbolem politycznych napięć w Turcji lat 90. W 2000 doznała poważnych obrażeń w wyniku wypadku samochodowego, ale po długiej rehabilitacji wróciła do zdrowia.
W 2013 wyraziła poparcie dla protestów w Parku Gezi, choć nie mogła wziąć w nich udziału z powodu koncertu w Belgii. W listopadzie 2014 wystąpiła jako główna gwiazda festiwalu Le Guess Who? w Utrechcie, u boku artystów inspirowanych jej twórczością, takich jak St. Vincent, Tune-Yards i Suuns.

## Dyskografia

### Albumy
- Türkülerimiz 1 (1974)
- Türkülerimiz 2 (1975)
- Türkülerimiz 3 (1976)
- Türkülerimiz 4 (1977)
- Türkülerimiz 5 (1978)
- Türkülerimiz 6 (1979)
- Türkülerimiz 7 (1980)
- Türkülerimiz 8 (1982)
- Türkülerimiz 9 (1983)
- Türkülerimiz 10 (1985)
- Dost Merhaba (1986)
- Yürüyorum Dikenlerin Üstünde (1987)
- Özgürlük ve Demokrasiyi Çizmek (1988)
- Felek Beni Adım Adım Kovaladı (1989)
- Anadolu Konserleri: Müzikteki 20 Yılım (1990)
- Ziller ve İpler - Akdeniz Şarkıları 1 (1992)
- Uğur'lar Olsun (1993)
- Koçero (razem z Ahmet Kaya; 1994)
- Çifte Çiftetelli - Akdeniz Şarkıları 2 (1997)
- Ben Geldim (2002)
- Deniz'lerin Dalgasıyım (2004)
- Güvercinleri de Vururlar (2009)
- Halkım (2011)
- 40 Yılın 40 Şarkısı (2014)
- Selda Bağcan Remix (2017)
- 40 Yılın 40 Şarkısı, Vol. 2 (2020)[12][13]

### Single
- Katip Arzuhalim Yaz Yare Böyle - Mapusanede Mermerden Direk (1971)
- Tatlı Dillim Güler Yüzlüm - Mapusanelere Güneş Doğmuyor (1971)
- Çemberimde Gül Oya - Toprak Olunca (1971)
- Adaletin Bu Mu Dünya - Dane Dane Benleri (1971)
- Seher Vakti - Uzun İnce Bir Yoldayım (1971)
- Yalan Dünya - Kalenin Dibinde (1972)
- Eyvah Gönül Sana Eyvah - Zalim Sevgililer Bu Sözüm Size (1972)
- Bölemedim Felek İle Kozumu - Bülbül (1973)
- Gesi Bağları - Altın Kafes (1973)
- Nem Kaldı - Rabbim Neydim Ne Oldum (1974)
- Aşkın Bir Ateş - O Günler (1974)
- Anayasso - Bad-ı Sabah (1974)
- Dostum Dostum - Yuh Yuh (1975)
- Kaldı Kaldı Dünya - İzin İze Benzemiyor (1975)
- Görüş Günü - Şaka Maka (1976)
- Almanya Acı Vatan - Kıymayın Efendiler (1976)
- Aldırma Gönül Aldırma - Suç Bizim (1976)[12][13]